# Munko-Badra Dashitserenov
Munko-Badra Dashitserenov (en ruso: Мунко-Бадра Дашицеренов; 9 de agosto de 1962-24 de junio de 2000) fue un deportista soviético que compitió en tiro con arco, en la modalidad de arco recurvo.
Ganó una medalla de oro en el Campeonato Europeo de Tiro con Arco al Aire Libre de 1986 y dos medallas en el Campeonato Europeo de Tiro con Arco en Sala de 1985.

## Palmarés internacional
| Campeonato Europeo al Aire Libre | Campeonato Europeo al Aire Libre | Campeonato Europeo al Aire Libre | Campeonato Europeo al Aire Libre |
| Año                              | Lugar                            | Medalla                          | Prueba                           |
| -------------------------------- | -------------------------------- | -------------------------------- | -------------------------------- |
| 1986                             | Esmirna (Turquía)                | Medalla de oro                   | Equipo                           |
| Campeonato Europeo en Sala       |                                  |                                  |                                  |
| Año                              | Lugar                            | Medalla                          | Prueba                           |
| 1985                             | Odense (Dinamarca)               | Medalla de oro                   | Equipo                           |
| 1985                             | Odense (Dinamarca)               | Medalla de plata                 | Individual                       |